# Coupe Astor
La Coupe Astor (en anglais : Astor Cup), est depuis 2011 le trophée du vainqueur du championnat IndyCar Series. Le pilote gagnant et le propriétaire de l'écurie reçoivent chacun une réplique mise à l'échelle du trophée.

## Histoire

### Course automobile

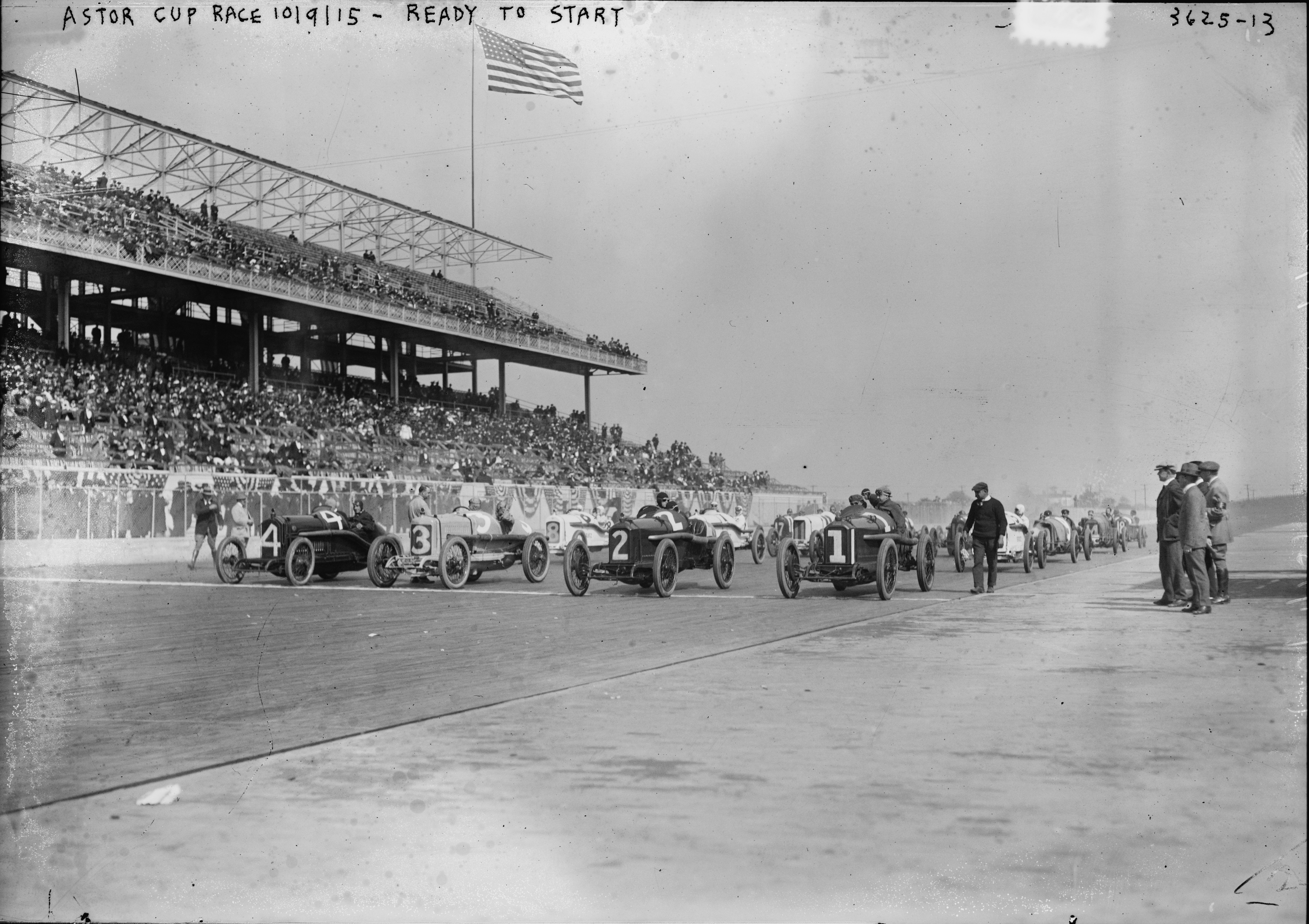
Départ de la Coupe Astor en 1915.

En 1915, la course se déroulant au Sheepshead Bay Race Track prend le nom de Coupe Astor du nom de Vincent Astor.
| Année | Vainqueur/Lauréat | Voiture | Résultats |
| ----- | ----------------- | ------- | --------- |
| 1915  | Gil Andersen      | Stutz   | Résultats |
| 1916  | Johnny Aitken     | Peugeot | Résultats |

### Trophée
À partir de 2011, la coupe Astor est le nom du trophée remis au vainqueur du championnat IndyCar.
| Année | Lauréat          | Voiture           | Équipe              |
| ----- | ---------------- | ----------------- | ------------------- |
| 2011  | Dario Franchitti | Dallara-Honda     | Chip Ganassi Racing |
| 2012  | Ryan Hunter-Reay | Dallara-Chevrolet | Andretti Autosport  |
| 2013  | Scott Dixon      | Dallara-Honda     | Chip Ganassi Racing |
| 2014  | Will Power       | Dallara-Chevrolet | Team Penske         |
| 2015  | Scott Dixon      | Dallara-Honda     | Chip Ganassi Racing |
| 2016  | Simon Pagenaud   | Dallara-Chevrolet | Team Penske         |
| 2017  | Josef Newgarden  | Dallara-Chevrolet | Team Penske         |
| 2018  | Scott Dixon      | Dallara-Honda     | Chip Ganassi Racing |
| 2019  | Josef Newgarden  | Dallara-Chevrolet | Team Penske         |
| 2020  | Scott Dixon      | Dallara-Honda     | Chip Ganassi Racing |
| 2021  | Álex Palou       | Dallara-Honda     | Chip Ganassi Racing |

## La Coupe Astor et les noms gravés
La coupe originale est détenue par l'Indy Racing League. Deux bases cylindriques en granit noir servent de base au trophée, affichant les noms de tous les gagnants du Championnat américain depuis 1909, y compris les gagnants du championnat de 1985 à 1995 qui ne consistait qu'à une seule course. Les deux bases de granit ne sont pas attachées au trophée et sont rarement présent lorsque le trophée est remis au vainqueur.